# 長野公園
長野公園（ながのこうえん）は、大阪府河内長野市にある大阪府営の都市公園（広域公園）である。

## 概要

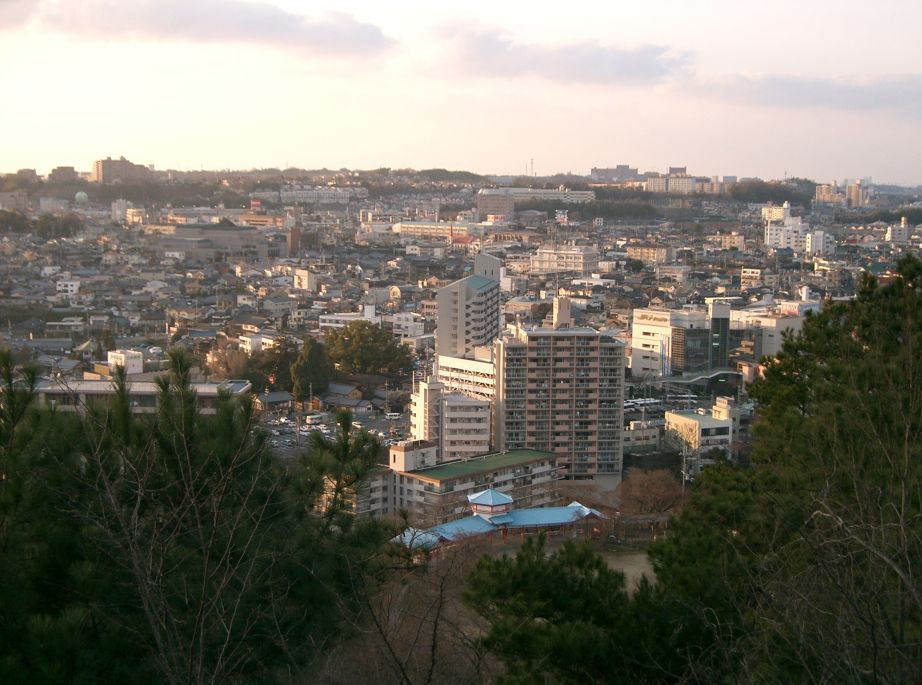
長野公園から河内長野市街の眺め

公園敷地は河内長野市内の奥河内さくら公園、奥河内あじさい公園、奥河内楠公の里、奥河内もみじ公園、奥河内天野キャンプの森の5ヶ所に点在している都市公園である。これらを総じて長野公園とし、一括して大阪府営長野公園管理事務所がとして管理している。公園面積は5地区あわせて46.3ヘクタール。
各公園の名称は2013年2月27日に愛称として決定したもので、正式には長野地区（さくら公園）、河合寺地区（あじさい公園）、観心寺・丸山地区（楠公の里）、延命寺地区（もみじ公園）、天野山地区（天野キャンプの森）として管理されている。よって単に「長野公園」というと長野地区のさくら公園を意味することもある。

## 歴史
1908年（明治41年）に、大阪高野鉄道（南海高野線の前身）が乗客誘致のために開設した長野遊園が原型である。天野山金剛寺や観心寺、長野温泉とともに観光地として売り出した。当時は遊園地として開園しており初期の観覧車などが存在した。1951年（ただし延命寺地区のみ1957年）には大阪府営の長野公園となって開園した。

## 構成

### 奥河内さくら公園

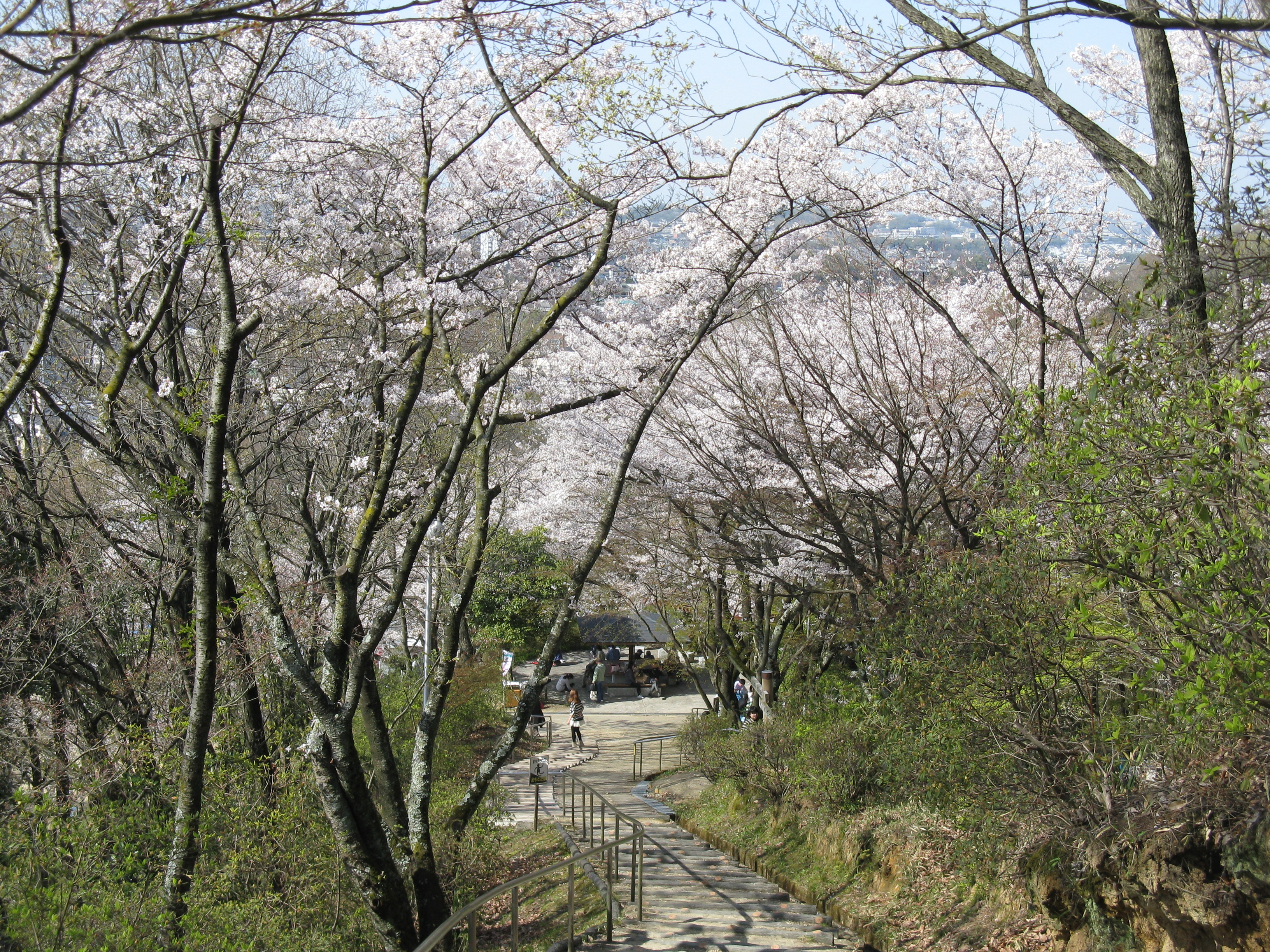
奥河内さくら公園 緑の広場

長野地区として管理されている。小高い丘に位置しており、公園入り口付近には管理事務所がありレンタサイクルを行っている。
階段を上った先にある「緑の広場」はさくらの名所として知られており、特にソメイヨシノやシダレ桜の夜桜が有名である。長野公園で唯一の平坦な空間であり、売店などがあるほかバーベキュー広場としても利用できる。
緑の広場を取り囲むように位置する朱塗の「回廊風展望休憩所」は、かつての長野遊園の面影を残しており、眺めが良く河内長野市街を一望することができる。また、隣接した位置に児童遊戯場もあり一般遊具や幼児向け遊具がある。
緑の広場からさらに階段を上った先には、奥河内あじさい公園には劣るが「あじさい園」があるほか、山頂付近に展望台があり、園内はもちろん金剛山系の山々を眺めることができる。

### 奥河内あじさい公園

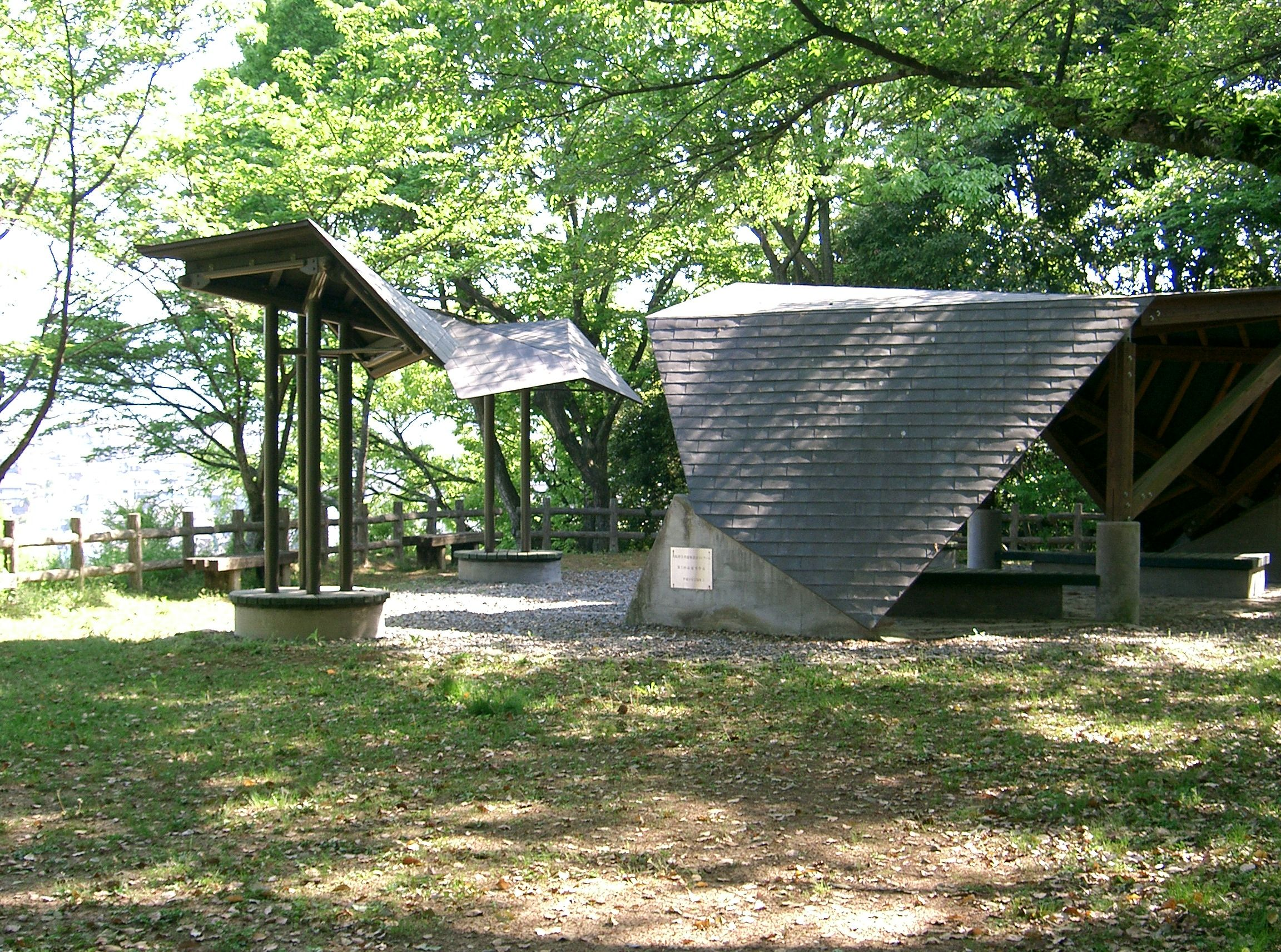
あじさい公園 休憩所

河合寺地区として管理されている。南河内地域においてあじさいの名所として知られている。あじさい園には5000本ものあじさいが植えられている。
公園内には河合寺があるが、一般には開放されておらず立ち入ることはできない。その横から延びる園路を上ると特徴的な構造の展望台がある。

### 奥河内楠公の里
観心寺・丸山地区として管理されている。観心寺の周辺に広がっており、園路はハイキングコースとなっている。途中に円形の展望台がある。

### 奥河内もみじ公園

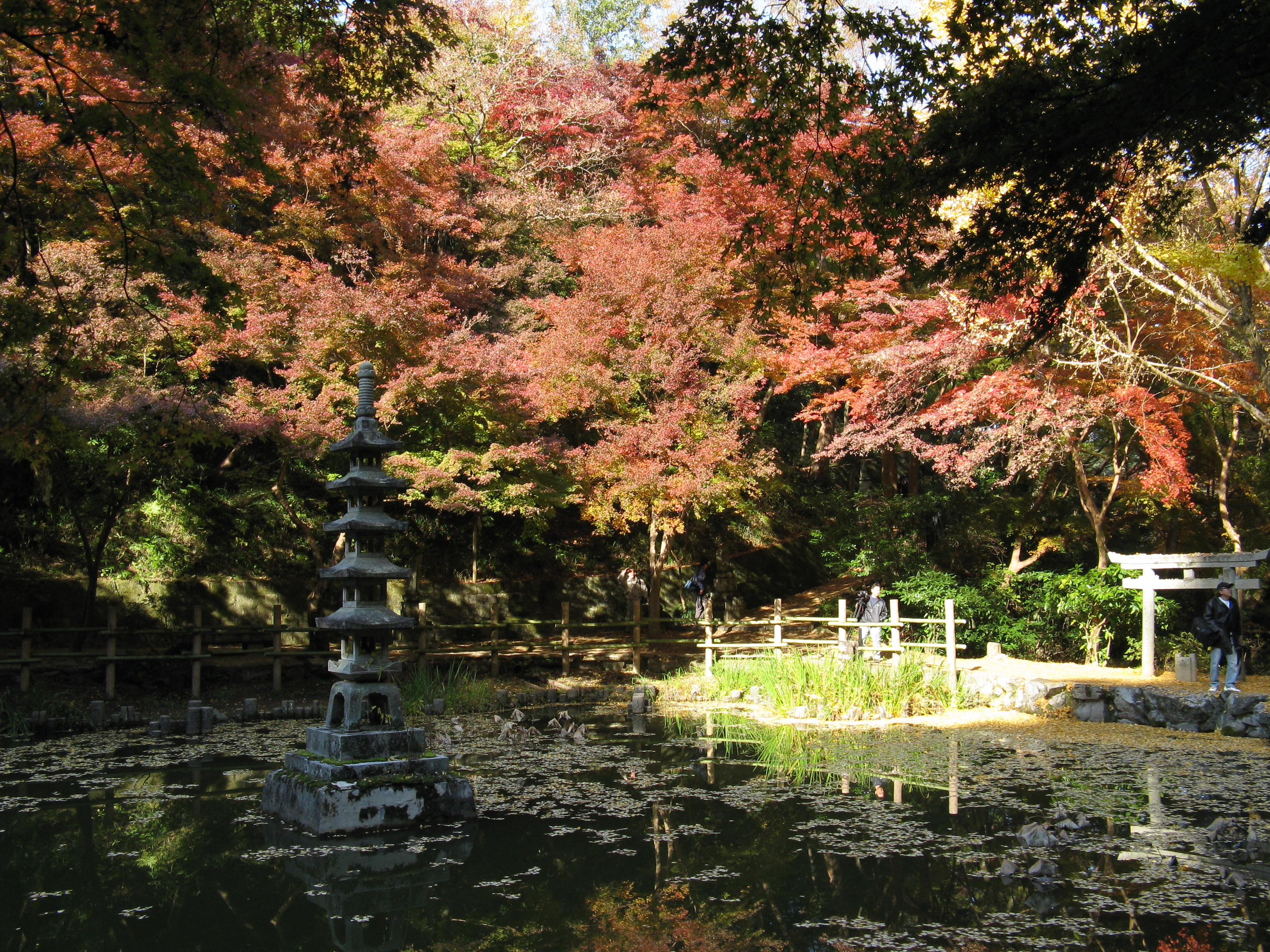
もみじ公園 すいれん池

延命寺地区として管理されている。延命寺の周辺に広がり、南河内地域において有数のもみじの名所として知られる。樹齢1000年余りの「夕照の楓（ゆうばえのもみじ）」は大阪府の天然記念物に指定されている。
延命寺から階段を上った先には蓮池があり、夏季は千重紅の蓮、秋季は周辺の紅葉が見どころとなっている。さらに上層には赤白のすいれん池がある。園路の途中には2カ所に休憩所が設置されている。

### 奥河内天野キャンプの森

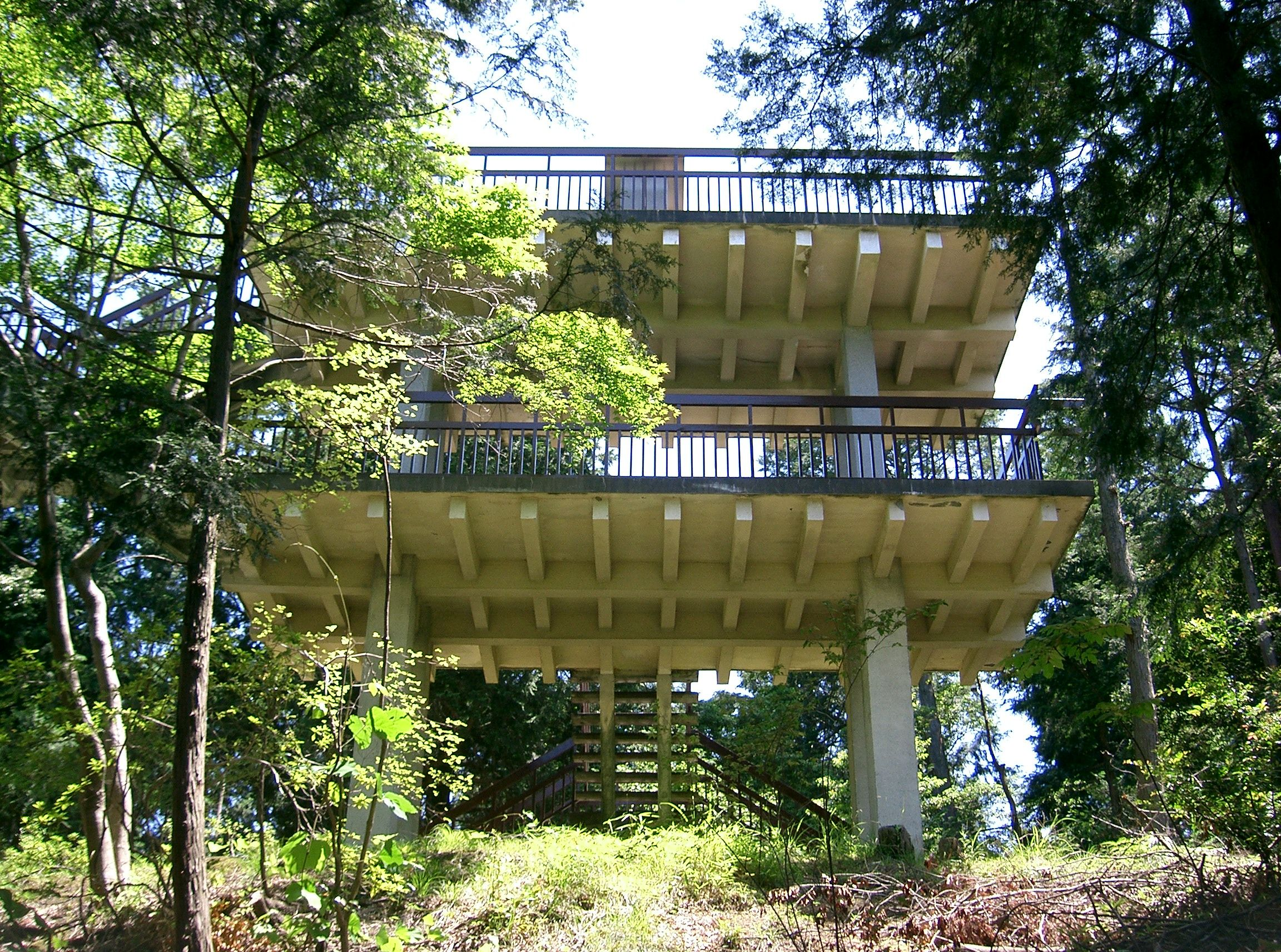
天野キャンプの森 展望台

天野山地区として管理されている。天野山に沿って森林が広がり、またキャンプ場も2サイト設置されている。なお、キャンプ場は事前予約が必要である。
公園内には児童遊技場があるほか、園路の途中には2層式の展望台（天野山展望休憩所）があり、天野山などの山々を一望できる。
隣接している天野山金剛寺やすだれ資料館は公園に囲まれた構造になっており、また一部で天野街道が通っている。

## 交通アクセス
大阪府営長野公園管理事務所：河内長野市末広町581-1（長野地区）
- 奥河内さくら公園（長野地区） - 河内長野市末広町

南海高野線・近鉄長野線 河内長野駅の東口から南東へ約300m
- 奥河内あじさい公園（河合寺地区） - 河内長野市末広町

南海高野線・近鉄長野線 河内長野駅の東口から南東へ約1km
- 奥河内楠公の里（観心寺・丸山地区） - 河内長野市寺元

南海高野線・近鉄長野線 河内長野駅から南海バスで観心寺バス停下車
- 奥河内もみじ公園（延命寺地区） - 河内長野市神ガ丘

南海高野線 三日市町駅から南東へ約2.4km
南海高野線 美加の台駅から南海バスで神ヶ丘口バス停下車後、東へ約800m
- 奥河内天野キャンプの森（天野山地区） - 河内長野市天野町

南海高野線・近鉄長野線 河内長野駅から南海バスで天野山バス停下車